# Mick van Buren
Mick van Buren (født 24. august 1992 i Dordrecht, Holland) er en hollandsk fodboldspiller, der spiller som angriber for SK Slavia Prag i Tjekkiet.

## Karriere

### Ungdomskarriere
Mick van Buren spillede i ungdomsårene i barndomsklubben Slikkerveer uden for Rotterdam og flyttede som teenager til Excelsior, hvor han afbrudt af en sæson i Feyenoord spillede i fire sæsoner.

### SBV Excelsior
Van Buren blev i sommeren 2011 seniorspiller og blev rykket direkte op i SBV Excelsiors førsteholdstrup. 
I sin første sæson i klubben som senior spillede van Buren 11 ligakampe, dog uden at score nogle mål. Men i sin anden sæson som senior spillede han 28 ligakampe og blev noteret for 13 ligascoringer samt en enkelt assist. Med den statistik blev han klubbens topscorer i sæsonen.

### Esbjerg fB
Den 4. juni 2013 bekræftede Esbjerg, at de havde hentet den hollandske angriber på fri transfer. Han skrev under på en tre-årig kontrakt og var klubbens første køb den sommer.
Den 22. juli 2013 fik van Buren sin debut for Esbjerg imod FC Nordsjælland.

### SK Slavia Prag
Den 14. juni 2016 blev det offentliggjort, at van Buren skifter til SK Slavia Prag, når hans kontrakt udløber i Esbjerg med udgangen af måneden.